# 阿罗-普拉特度量
阿罗-普拉特度量 是对一个决策者的风险厌恶程度的度量。它由肯尼思·阿罗和约翰·普拉特的名字命名。

## 定义
设{\displaystyle u}是一个可微分的效用函数, 那么一个 绝对风险厌恶 的阿罗-普拉特度量被定义为
{\displaystyle ARA(x)=-{\frac {u''(x)}{u'(x)}}}。
相对风险厌恶 的阿罗-普拉特度量则是
{\displaystyle RRA(x)=ARA(x)*x}。
一个决策者{\displaystyle i}可以被认为比另一个决策者{\displaystyle j}更厌恶风险（更稳健）, 当从他们各自的效用函数{\displaystyle u_{i}} 和 {\displaystyle u_{j}} 可以得出
{\displaystyle \forall x:ARA_{i}(x)\geq ARA_{j}(x)} 时。

## 特性
阿罗-普拉特度量相对于效用函数的一个正线性转换是一个常量，并且因此适用于诺伊曼-摩根斯坦理论。